# Icosaèdre tridiminué
Pour les articles homonymes, voir J63.
L'icosaèdre tridiminué est un polyèdre faisant partie des solides de Johnson (J63). Comme le nom l'indique, il peut être construit en diminuant triplement un icosaèdre en détachant trois pyramides pentagonales (J2).  
Les 92 solides de Johnson ont été nommés et décrits par Norman Johnson en 1966.